# Macron
|  | Denne artikel omhandler accenttegnet macron. For den franske præsident, se Emmanuel Macron. |
En macron eller makron (af græsk μακρόν makron, lang) er et accenttegn, der bruges til at markere lange vokaler på flere sprog. Det har form som en vandret streg, der placeres over den pågældende vokal.
Macron findes ikke i dansk retskrivning. Her skrives i stedet som hovedregel en vokal, uanset om den er kort eller lang, idet ord fra andre sprog dog kan skrives med to vokaler. I praksis forekommer macron dog alligevel af og til ved oversættelser.

## Brug
Macron forekommer bl.a. på lettisk, litauisk, hawaiiansk, maori og ved transskription af japansk, kinesisk, arabisk, hindi, sanskrit, nepali m.fl. til latinske bogstaver, men betydningen varierer afhængig af sprogene.
- I de fleste tilfælde, så som i latinske og oldgræske ordbøger, på lettisk og litauisk og ved gengivelse af japansk med latinske bogstaver, angiver en macron, at en vokal er lang. F.eks. kan de japanske kanji for prinsesse, 王女, transskriberes med macron som ōjo, hvor det uden bliver til oujo.
- De oldgræske bogstaver eta og omega kan transskriberes med en macron (ē og ō) for at undgå forveksling med hhv. epsilon og omikron. I disse tilfælde bruges macron til at skelne mellem forskellige bogstaver, mens det i latinske ordbøger kun angiver længden på en vokal (f.eks. extrā).
- I pinyin, der er et system til at transskribere kinesisk, bruges macron til at tydeliggøre den første tone.
- I tyske tekster, især dem skrevet med kurrentskrift, benyttedes det indtil begyndelsen af det 20. århundrede også til forkortelse af konsonantfordobling, især ved n og m, da dette øgede læsbarheden for kurrentskrift mærkbart. M med macron blev senest brugt af margarinemærket Botterram (Botterram̄, altså Botterramm, ripuarisk smørrebrød).[2]

## Gengivelse og indtastning på computer
| Store bogstaver | Store bogstaver | Store bogstaver | Små bogstaver | Små bogstaver | Små bogstaver |
| Bogstav         | HTML            | Unicode         | Bogstav       | HTML          | Unicode       |
| --------------- | --------------- | --------------- | ------------- | ------------- | ------------- |
| ¯               | &#175;          | U+00AF          |               |               |               |
| Ā               | &#256;          | U+0100          | ā             | &#257;        | U+0101        |
| Ē               | &#274;          | U+0112          | ē             | &#275;        | U+0113        |
| Ī               | &#298;          | U+012A          | ī             | &#299;        | U+012B        |
| Ō               | &#332;          | U+014C          | ō             | &#333;        | U+014D        |
| Ū               | &#362;          | U+016A          | ū             | &#363;        | U+016B        |

## Tegnsæt
Macron forekommer ikke i tegnsættet ASCII. I tegnsættene i ISO 8859-familien forekommer udvalgte tegn med macron. Unicode har til gengæld flere tegn med macron, og et hvilket som helst tegn kan desuden forsynes med macron ved at placere en såkaldt kombinerende macron (U+0304) efter det.